# اچ‌دی ۱۰۴۹۸۵
اچ‌دی ۱۰۴۹۸۵ یک ستاره است که در صورت فلکی زرافه قرار دارد.